# Пояна-Лакулуй
Пояна-Лакулуй (рум. Poiana Lacului) — село у повіті Арджеш в Румунії. Входить до складу комуни Пояна-Лакулуй.
Село розташоване на відстані 114 км на захід від Бухареста, 11 км на південний захід від Пітешть, 90 км на північний схід від Крайови, 116 км на південний захід від Брашова.

## Населення
За даними перепису населення 2002 року у селі проживали 1723 особи. Усі жителі села рідною мовою назвали румунську.
Національний склад населення села:
| Національність | Кількість осіб | Відсоток |
| -------------- | -------------- | -------- |
| румуни         | 1710           | 99,2%    |
| цигани         | 13             | 0,8%     |